# Olympische Jugend-Sommerspiele 2010/Teilnehmer (Tschechien)
| Gelbes Symbol für Goldmedaillen mit stilisierten Olympischen Ringen | Graues Symbol für Silbermedaillen mit stilisierten Olympischen Ringen | Braundes Symbol für Bronzemedaillen mit stilisierten Olympischen Ringen |
| ------------------------------------------------------------------- | --------------------------------------------------------------------- | ----------------------------------------------------------------------- |
| 2                                                                   | 2                                                                     | 3                                                                       |

Die Jugend-Olympiamannschaft aus Tschechien für die I. Olympischen Jugend-Sommerspiele vom 14. bis 26. August 2010 in Singapur bestand aus 38 Athleten.

## Athleten nach Sportarten

### Basketball
Mädchen
- Radka Brhelová
- Gabriela Mervínská
- Michaela Vacková
- Michaela Vojtková
3x3: 13. Platz

### Bogenschießen
Jungen
- František Hajduk
Einzel: 9. Platz
Mixed: 17. Platz (mit Zoé Gobbels  Belgien)

### Boxen
Jungen
- Jakub Chval
Federgewicht: 6. Platz

### Fechten
Jungen
- Alexander Choupenitch
Florett Einzel: 6. Platz
Mixed: 5. Platz (im Team Europa 4)
- Ondřej Novotný
Degen Einzel: 9. Platz

### Judo
Jungen
- David Pulkrábek
Klasse bis 55 kg: Gold

### Kanu
| Mädchen - Pavlína Zástěrová Kajak-Einer Slalom: Silber Kajak-Einer Sprint: 17. Platz | Jungen - Jiří Prskavec Kajak-Einer Slalom: Bronze Kajak-Einer Sprint: 19. Platz |

### Leichtathletik
| Mädchen - Jana Sotáková 100 m Hürden: 8. Platz - Nikola Řehounková 400 m Hürden: 10. Platz | Jungen - Zdeněk Stromšík 100 m: 18. Platz - Václav Sedlák 110 m Hürden: 7. Platz - Ondřej Honka Stabhochsprung: 12. Platz - Jaromír Mazgal Diskuswurf: Bronze - Jaromír Pumr Hammerwurf: 13. Platz |

### Moderner Fünfkampf
| Mädchen - Alice Lencová Einzel: 16. Platz Mixed: 23. Platz (mit Greg Longden Vereinigtes Königreich) | Jungen - Martin Bilko Einzel: 23. Platz Mixed: 9. Platz (mit Gintarė Venčkauskaitė Litauen) |

### Radsport
- Karolína Kalašová
- Jakub Hladík
- Matěj Lasák
- Daniel Veselý
Kombination Mixed: 8. Platz

### Rudern
| Mädchen - Kristýna Fleissnerová Einer: 9. Platz | Jungen - Martin Slavík Einer: 16. Platz |

### Schießen
| Mädchen - Šárka Jonáková Luftpistole 10 m: 11. Platz - Gabriela Vognarová Luftgewehr 10 m: Silber | Jungen - Jindřich Dubový Luftpistole 10 m: 6. Platz - Petr Plecháč Luftgewehr 10 m: 13. Platz |

### Schwimmen
| Mädchen - Martina Elhenická 100 m Rücken: 15. Platz 200 m Rücken: 11. Platz 200 m Lagen: 9. Platz - Barbora Závadová 200 m Rücken: 5. Platz 200 m Schmetterling: 14. Platz 200 m Lagen: Bronze | Jungen - Ondřej Palatka 100 m Rücken: 16. Platz 200 m Rücken: 17. Platz 100 m Schmetterling: 23. Platz |

### Tennis
| Mädchen - Denisa Allertová Einzel: Achtelfinale Doppel: 1. Runde (mit Mia Radulović Montenegro) | Jungen - Jiří Veselý Einzel: Achtelfinale Doppel: Gold (mit Oliver Golding Vereinigtes Königreich) |

### Tischtennis
Jungen
- Ondřej Bajger
Einzel: Achtelfinale
Mixed: 17. Platz (mit Katsiaryna Baravok  Belarus)

### Triathlon
Jungen
- Lukáš Kočař
Einzel: 6. Platz
Mixed Staffel: 4. Platz (im Team Europa 2)

### Turnen

#### Gymnastik
Mädchen
- Petra Hedbávná
Einzelmehrkampf: 30. Platz